# Санкин, Алексей Вячеславович
Алексе́й Вячесла́вович Са́нкин (род. 1 ноября 1958 года в Москве) — российский социальный предприниматель, основатель и генеральный директор московского интерактивного детского музея народной игрушки «Забавушка», главной целью которого является популяризация российской народной игрушки.

## Биография
Алексей Вячеславович Санкин родился 1 ноября 1958 года в Москве. Высшее образование получил в Московском педагогическом государственном университете им. В. И. Ленина по специальности «История», после окончания которого работал в 1980-х годах ЦК ВЛКСМ. В 1990-е годы Санкин занимался различными социальными проектами, вскоре начал свою активную предпринимательскую деятельность. В самом конце XX века потерял отца, который на протяжении всей жизни увлекался коллекционированием народной игрушки. Именно эта довольно богатая коллекция и послужила поводом для создания благотворительного детского музея. Изначально, получив средства от спонсоров, Алексей Санкин организовал выставку для детей с интерактивными элементами, которая имела успех, что дало толчок для дальнейшей работы социальной компании.
Алексей Санкин открыл музей в 1998 году как общество любителей народного искусства «Традиция». 5 сентября 2002 года по инициативе социального предпринимателя была организована благотворительная акция «Возвращение народной игрушки». 12 февраля 2002 года началось проведение ещё одной выставки, на которой были представлены представители 20 промыслов из 15 регионов России. 16—18 сентября 2008 года созданный Санкиным музей принял участие в фестивале «Кремль — детям».
Помимо всего прочего, 17 мая 2013 года Алексей Вячеславович Санкин принимал участие в круглом столе «Народные промыслы Подмосковья: вчера, сегодня, завтра» в городе Балашиха, где выступил с докладом "Использование народной игрушки в интерактивных программах на примере музея народной игрушки «Забавушка».